# Seafight
SeaFight je online placená webová hra provozovaná německou společností Bigpoint. Ve hře je registrováno 42 101 853 hráčů (26. červenec 2012). Hra se odehrává v mořích plných pirátských lodí a vodních příšer. Hráč ovládá pirátskou loď kterou je možné vybavit různými doplňky, posádkou a spoustou různých vylepšení. Ve hře můžete zabíjet příšery, napadat nebo potápět ostatní lodě, ať už jde o počítačem či člověkem ovládanou loď. Momentálně je ve hře k dispozici 32 herních serverů, 50 levelů a 69 mořských map se 4 temáty (např. led, tropy, láva). Dále máte možnost si postupně kupovat novou loď, nové piráty, munici atd. Hra je dále vylepšena o elitní (nejlepší) věci. Např. elitní loď, harpuny, munice...

## Ovládání
Hra se ovládá pomocí myši a kurzorových kláves pro pohyb. Pomocí ikon v dolní části obrazovky je možné provádět ostatní akce jako útok, přepad, volbu munice atd.

## Ocenění
Hra byla v roce 2006 oceněna německou Developer Award na druhém místě v kategorii Nejlepší německá webová hra.
V roce 2011 byla hra vyhlášena nejlepší podporou z evropských online her.[zdroj?]